# Аикава
Аикава (јап. 愛川町) је варош у Јапану у области Аико, префектура Канагана. Према попису становништва из 2012. у граду је живело 41.576 становника са густином насељености 1210 становника по км².Површина вароши је 34,29 км².

## Становништво
Према подацима са пописа, у вароши је 2012. године живело 41.576 становника.